# 島根県住宅供給公社
島根県住宅供給公社（しまねけんじゅうたくきょうきゅうこうしゃ）は、島根県にある地方住宅供給公社である。

## 業務
- 宅地開発事業
- 分譲住宅事業
- 賃貸住宅建設･管理事業
- 受託事業 - 地方自治体からの受託を受けて、職員宿舎や公園等の整備業務など。
- 受託管理事業 - 県営住宅、松江市などの公営住宅管理受託。

## 沿革
- 1953年 - 「財団法人島根県住宅公社」設立。
- 1965年 - 「島根県住宅供給公社」に改組。
- 2004年 - 島根県土地開発公社と共通部門をしまね土地住宅機構として部分統合[2]。

## 事務所
- 松江住宅管理事務所 - 島根県松江市古志原4丁目1-1
- 出雲住宅管理事務所 - 島根県出雲市大津町1139 出雲合同庁舎1F
- 雲南住宅管理事務所 - 島根県雲南市木次町里方531-1 雲南合同庁舎2F
- 浜田住宅管理事務所 - 島根県浜田市竹迫町1901-35 島根県土地改良連合会西部出張所1F
- 益田住宅管理事務所 - 島根県益田市昭和町13-1 益田合同庁舎2F
- 隠岐住宅管理事務所 - 島根県隠岐郡隠岐の島町城北町1 隠岐の島町役場1F

## 主な宅地
- 法吉団地（松江市西法吉町）
- マリンタウン加賀（松江市島根町）
- 宮谷グリーンタウン（松江市八雲町）
- しんじ学園台（松江市宍道町）
- 大東ニュータウン（雲南市大東町）
- パークタウン出雲（出雲市今市町）